# Megabalanus volcano
Megabalanus volcano is een zeepokkensoort uit de familie van de Balanidae. De wetenschappelijke naam van de soort werd in 1916 voor het eerst geldig gepubliceerd door Henry Augustus Pilsbry.